# Mary Whipple
Mary Whipple (ur. 10 maja 1980 w Sacramento) – amerykańska wioślarka (sternik). Dwukrotna medalistka olimpijska.
Przez wiele lat była sterniczką amerykańskiej reprezentacyjnej ósemki. Zdobyła dwa medale igrzysk olimpijskich: srebro w 2004 i złoto cztery lata później. Ma w dorobku pięć złotych medali mistrzostw świata.

## Osiągnięcia
- Igrzyska Olimpijskie – Pekin 2008 – ósemka – 1. miejsce[2].
- Igrzyska Olimpijskie – Londyn 2012 – ósemka – 1. miejsce